# Półwiosek Nowy
Półwiosek Nowy (do 2012 Nowy Półwiosek) – wieś w Polsce położona w województwie wielkopolskim, w powiecie konińskim, w gminie Ślesin.
W latach 1975–1998 miejscowość należała administracyjnie do województwa konińskiego.
W 2012 r. zmieniono urzędowo nazwę miejscowości z Nowy Półwiosek na Półwiosek Nowy.